# Sensorama

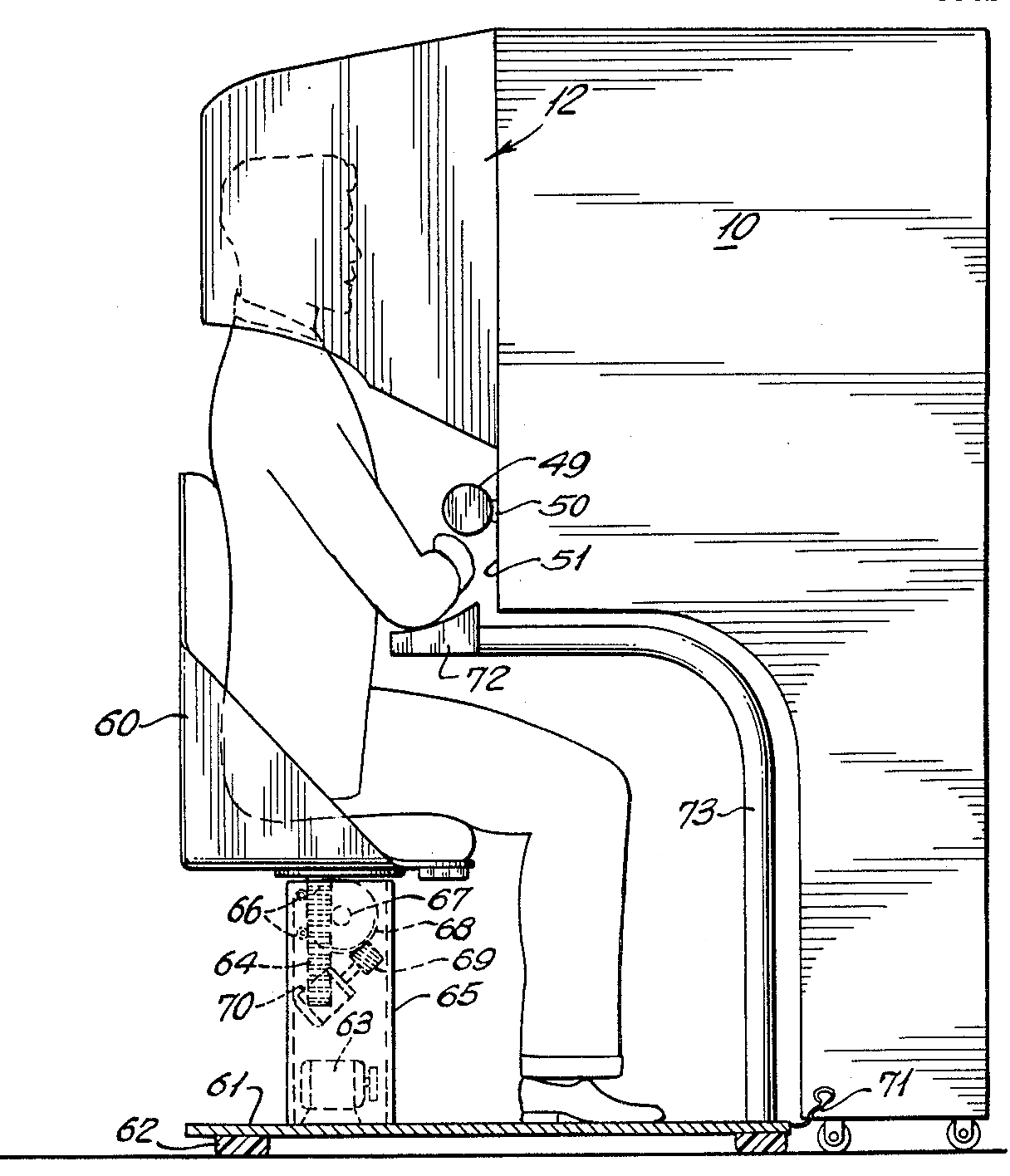
O Sensorama

O Sensorama máquina multissensorial imersiva (tecnologia multimodal) criado em 1962 pelo cineasta Morton Heilig (pai da realidade virtual). que hoje pode ser considerado como especialista em multimídia, na década de 1950 via o cinema como uma atividade que poderia integrar todos os sentidos semelhantes ao teatro, proporcionando ao espectador um maior entrosamento com o filme. Ele o classificou como “Cinema de Experiências”.
O conceito de Morton de experiência multissensorial semelhante ao teatro foi apresentado em um artigo de 1955, The Cinema of the Future. Um conceito inspirado em "feelies" (os filmes com elementos sensoriais) inspirado nos contos do livro de ficção científica do escritor Aldous Huxley, chamado Admirável Mundo Novo.
Em 1962, Morton construiu um protótipo de sua ideia, batizando-o de Sensorama, junto com cinco curtas a serem exibidos. Concebido antes do surgimento da computação, a máquina funciona até hoje. Os títulos incluíam: Belly Dancer; Dune Buggy; I’m a Coca-Cola Bottle; Motorcycle.
Howard Rheingold (em seu livro Virtual Reality de 1992) diz que sua experiência no Sensorama, usando um curto filme de um passeio de bicicleta pelo Brooklyn, mesmo criado na década de 1950 continua impressionando por ter sido criado 40 anos antes. O Sensorama era capaz de exibir imagens em 3D Estereoscópico juntamente com som estéreo, inclinação do corpo e sensações de vento e aromas. O Sensorama é lembrado hoje como um dos primeiros exemplos de Realidade Virtual.